# Kamikaze (videogioco)
Kamikaze è un videogioco sparatutto a scorrimento orizzontale alla guida di un piccolo aereo d'epoca, pubblicato nel 1990 per Commodore 64 e nel 1991 per ZX Spectrum dalla Codemasters, nella fascia di prezzo bassa.
Nel 1990 la Codemasters pubblicò anche un Kamikaze per Amiga e Atari ST, un altro sparatutto con aerei con la stessa immagine di copertina, ma si tratta di un gioco diverso, a scorrimento verticale, praticamente un clone di poco successo dell'arcade Flying Shark.

## Modalità di gioco
Kamikaze è uno sparatutto a scorrimento orizzontale in entrambi i versi, con visuale laterale, per giocatore singolo. Si controlla un aereo a elica (monoplano su Commodore, biplano su Spectrum) che può muoversi in tutte le direzioni e sparare in avanti o, mentre sale o scende, in diagonale. Il verso di orientamento orizzontale dell'aereo e di scorrimento si può cambiare in ogni momento con la pressione simultanea del pulsante di fuoco e della direzione destra/sinistra.
Si devono affrontare vari tipi di nemici che arrivano da entrambe le direzioni, come biplani, carri armati, paracadutisti e avversari anacronistici come jet, uomini con jet pack e dischi volanti. Si perde una vita se si subisce un colpo o uno scontro col nemico, oppure se si urta uno degli edifici o altri elementi in primo piano del paesaggio, spesso piuttosto alti.
Ogni livello consiste nel partire dal proprio aeroporto, viaggiare verso sinistra per raggiungere la fortezza nemica, abbatterne il portone schiantadosi come kamikaze per liberare dei prigionieri, quindi riportarli alla base tornando verso destra, dopo aver ricevuto un nuovo aereo senza il costo di una vita.
Per poter fare l'attacco kamikaze è però necessario ottenere prima una bomba; alcuni aerei nemici ne trasportano una, bisogna distruggerne uno e raccogliere la bomba al volo.
Si possono trasportare fino a due prigionieri alla volta, e dopo averli fatti uscire può essere necessario fare più viaggi per salvarli tutti. Si può perdere la partita, oltre che esaurendo le vite, anche se muoiono troppi prigionieri perché si viene abbattuti durante il trasporto.